# Haora
Haora (Bengalisch: হাওড়া, Hāoṛā; Englisch: Howrah) ist eine Stadt im Bundesstaat Westbengalen in Indien mit rund einer Million Einwohnern (Volkszählung 2011) am westlichen Ufer des Hugli, eines Mündungsarmes des Ganges. Sie ist Hauptstadt des gleichnamigen Distrikts. Haora liegt direkt gegenüber der Metropole Kolkata (Kalkutta) und ist Teil von deren Agglomeration.
Haora ist durch drei Brücken mit Kolkata verbunden; eine davon ist die markante Rabindra Setu (Haora-Brücke), eines der Wahrzeichen von Kolkata. Sie gilt als die verkehrsreichste Brücke der Welt. Der Bahnhof „Howrah Junction Railway Station“ ist Kolkatas Hauptverbindung nach Süd- und Westindien; er gehört zur Eastern Railway, einer der 16 Regionalgesellschaften der Indian Railways.
1785 war an der Stelle Haoras noch ein kleines Dorf, welches sich aber durch die Nähe zu Kolkata schnell entwickelte. Jute- und Baumwollspinnereien und -webereien dominierten und machten es zu einer wichtigen Station der damaligen East Indian Railway über Allahabad in die zentralen und westlichen Provinzen Indiens. Heute ist Haora Industriestadt mit Metall- und Textilindustrie und besitzt eine Werft und einen Flusshafen.

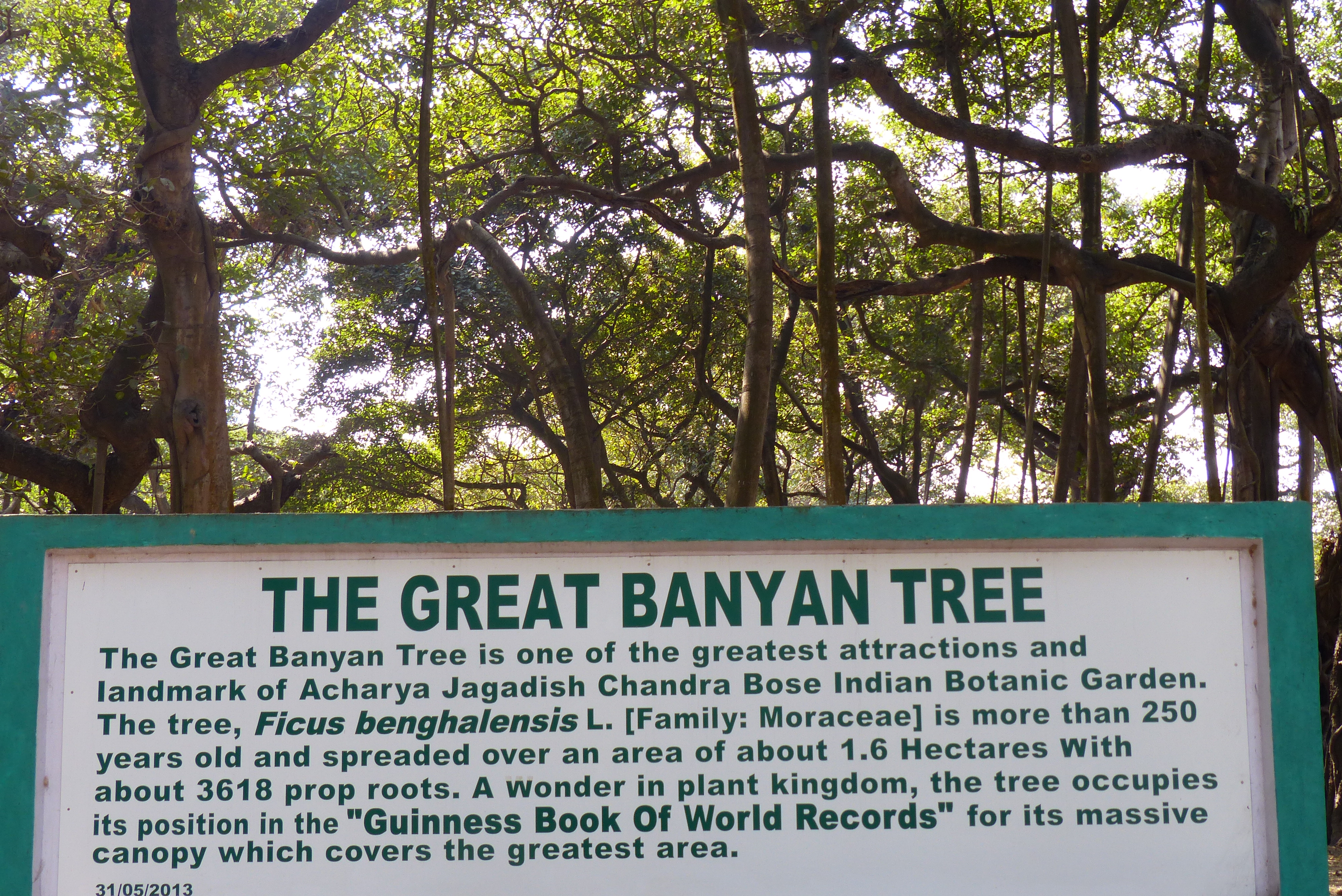
Der Great Banyan Tree

Haora hat den ältesten Botanischen Garten Indiens (Acharya Jagadish Chandra Bose Indian Botanic Garden). 
Er besteht seit 1786 und seine Hauptattraktion ist ein 200 Jahre alter Banyanbaum, der zweitgrößte seiner Art in Indien. Der heute in den Regionen um Darjiling und in Assam angebaute Tee wurde hier zuerst eingeführt und kultiviert.
Eine weitere bedeutende Einrichtung im Stadtgebiet und größter Touristenmagnet ist Belur Math im Norden Haoras, wo die Ramakrishna-Mission ihren Hauptsitz hat.

## Söhne und Töchter der Stadt
- Sailen Manna (1924–2012), Fußballspieler
- Ambica Banerjee (1928–2013), Politiker
- Tarun Bhattacharya (* 1957), Santurspieler
- Susovan Sonu Roy (* 1994), Schauspieler